# Bargemon
Bargemon is een gemeente in het Franse departement Var (regio Provence-Alpes-Côte d'Azur) en telt 1464 inwoners (2008). De plaats maakt deel uit van het arrondissement Draguignan.

## Geografie
De oppervlakte van Bargemon bedraagt 35,6 km², de bevolkingsdichtheid is 34,2 inwoners per km².
De onderstaande kaart toont de ligging van Bargemon met de belangrijkste infrastructuur en aangrenzende gemeenten.

## Demografie
Onderstaande figuur toont het verloop van het inwonertal (bron: INSEE-tellingen).

## Bekende inwoners
Tot 2017 had de Engelse oud-voetballer David Beckham een huis is de gemeente Bargemon.